# Netherlands Reformed Congregations
De Netherlands Reformed Congregations is de officiële naam voor de 28 Gereformeerde Gemeenten in Noord-Amerika. Onder de leden van het kerkverband bevinden zich veel Nederlandse emigranten en hun nakomelingen.
Op 1 januari 2023 telde het kerkverband 11.621 leden en waren er 10 predikanten. De theologische school bevindt zich in Grand Rapids.
De eerste gemeenten van het kerkverband ontstonden al aan het einde van de 19e eeuw. Aanvankelijk waren de gemeenten onafhankelijk van elkaar en leefden zij in min of meerdere mate langs elkaar heen. Vooral door toedoen van de predikanten C. Pieneman en N.H. Beversluis organiseerden de onderscheiden gemeenten zich, hoewel moeizaam. In het jaar 1910 waren er nog maar drie Amerikaanse gemeenten, die in directe correspondentie stonden met de Gereformeerde Gemeenten:  Paterson, Grand Rapids en Passaic. Na de kerkscheuring in 1953 in Nederland waardoor de Gereformeerde Gemeenten in Nederland ontstonden, werden in de Verenigde Staten enkele jaren later ook twee afgescheiden gemeenten gevormd. Hieruit ontstonden de Reformed Congregations in North America.
In 1972 waren er 14 gemeenten met in totaal circa 5000 leden. In 1993 vond er een scheuring plaats in het kerkverband en ontstonden de Heritage Reformed Congregations. De Netherlands Reformed Congregations hebben een zendingsgemeente in het Boliviaanse Loma Alta met 117 leden in 2013.
Bekende predikanten uit het verleden van het kerkverband zijn N.H. Beversluis, Arie Vergunst en Willem Cornelis Lamain.
De NRC richt zich evenals de Nederlandse Gereformeerde Gemeenten sterk op de theologie uit de tijd van de Nadere Reformatie. In leer en prediking worden de volgende zaken benadrukt:
- het gezag van de Bijbel: de Bijbel is van kaft tot kaft Gods onfeilbare woord,
- de onbekwaamheid van de mens om tot Gods eer te leven,
- daaruit voortvloeiend de noodzaak van wedergeboorte en bekering en persoonlijk geloof in Christus,
- de wijze waarop de Heilige Geest in deze zaken werkt,
- de manier waarop de gelovige dit persoonlijk beleeft, dit heet ook bevinding en
- het leven in Christus: de christen ervaart zichzelf steeds meer als nietig en onwaardig en ziet zo steeds meer Gods heerlijkheid.

## Gemeenten
De gemeenten zijn verdeeld over drie classes: East (7 gemeenten), Far West (10 gemeenten) en Mid West (11 gemeenten). 
Hieronder een lijst van alle gemeenten met ledenaantal en predikanten.
| gemeente                               | land   | behorend tot classis | leden 2013 | leden 2015 | leden 2016 | leden 2017 | leden 2020 | predikant              | opmerkingen                                                                                    |
| -------------------------------------- | ------ | -------------------- | ---------- | ---------- | ---------- | ---------- | ---------- | ---------------------- | ---------------------------------------------------------------------------------------------- |
| Artesia                                | VS     | Far West             | 22         | 22         | 22         | 20         | 18         | vacant                 |                                                                                                |
| Brant County                           | Canada | East                 | 129        | 166        | 195        | 258        | 298        | ds. H. de Leeuw        |                                                                                                |
| Calgary                                | Canada | Far West             | 51         | 61         | 61         | 47         | 53         | vacant                 |                                                                                                |
| Chilliwack                             | Canada | Far West             | 854        | 868        | 868        | 869        | 909        | vacant                 | ds. E.M. Maljaars is door de gemeente Chilliwack beroepen t.b.v. de zending in Tarija, Bolivia |
| Choteau                                | VS     | Far West             | 24         | 24         | 24         | 24         | 11         | vacant                 |                                                                                                |
| Clifton                                | VS     | East                 | 139        | 133        | 120        | 131        | 118        | vacant                 |                                                                                                |
| Corsica                                | VS     | Mid West             | 225        | 241        | 235        | 238        | 263        | ds. J.R. Slingerland   |                                                                                                |
| Fort Macleod                           | Canada | Far West             | 369        | 408        | 431        | 438        | 472        | ds. H.D. den Hollander |                                                                                                |
| Franklin Lakes                         | VS     | East                 | 636        | 631        | 635        | 611        | 626        | vacant                 |                                                                                                |
| Grand Rapids, Beckwith                 | VS     | Mid West             | 812        | 825        | 850        | 859        | 816        | ds. H. Hofman          |                                                                                                |
| Grand Rapids, Covell Avenue            | VS     | Mid West             | 178        | 222        | 229        | 225        | 232        | vacant                 |                                                                                                |
| Kalamazoo                              | VS     | Mid West             | 324        | 318        | 308        | 311        | 324        | vacant                 |                                                                                                |
| Steinbach                              | Canada | East                 | 67         | 46         | 21         | 15         |            |                        | Deze gemeente is op 18 juni 2017 opgeheven.                                                    |
| Lansing                                | VS     | Mid West             | 41         | 33         | 35         | 35         | 35         | vacant                 |                                                                                                |
| Lethbridge                             | Canada | Far West             | 1.202      | 1.261      | 1.291      | 1.118      | 981        | vacant                 |                                                                                                |
| Lynden                                 | VS     | Far West             | 144        | 146        | 149        | 128        | 124        | ds. J. den Hoed        |                                                                                                |
| Markham                                | Canada | East                 | 62         | 63         | 59         | 60         | 63         | vacant                 |                                                                                                |
| Nobleford                              | Canada | Far West             |            |            |            | 412        | 618        | vacant                 | Ontstaan vanuit de gemeente Picture Butte (2016)                                               |
| Norwich (inclusief afdeling Courtland) | Canada | East                 | 1.993      | 2.106      | 2.111      | 2.106      | 2.190      | ds. E. Hakvoort        |                                                                                                |
| Picture Butte                          | Canada | Far West             | 1.006      | 1.103      | 1.131      | 965        | 1.032      | ds. E.C. Adams         |                                                                                                |
| Rock Valley                            | VS     | Mid West             | 1.515      | 1.492      | 1.485      | 1.453      | 1.486      | ds. J.J. Witvoet       |                                                                                                |
| Sheboygan                              | VS     | Mid West             | 130        | 81         | 75         | 67         | 56         | vacant                 |                                                                                                |
| St. Catharines                         | Canada | East                 | 216        | 182        | 191        | 202        | 207        | ds. A.H. Verhoef       |                                                                                                |
| Sioux Center                           | VS     | Mid West             | 314        | 300        | 313        | 328        | 313        | vacant                 |                                                                                                |
| Sioux Falls                            | VS     | Mid West             | 42         | 53         | 56         | 61         | 63         | vacant                 |                                                                                                |
| Rogersville                            | VS     | Mid West             | 19         | 21         | 23         | 23         | 29         |                        | Deze gemeente heeft zich op 14 april 2021 onttrokken aan de NRC.                               |
| Sunnyside                              | VS     | Far West             | 74         | 69         | 69         | 62         | 45         | vacant                 |                                                                                                |
| Waupun                                 | VS     | Mid West             | 61         | 93         | 110        | 106        | 106        | vacant                 |                                                                                                |
| totaal                                 |        |                      | 10.648     | 10.938     | 11.097     | 11.172     | 11.497     |                        |                                                                                                |

De genoemde ledenaantallen zijn per 1 januari van elk jaar.

## Verwijzingen
- (en)  Netherlands Reformed Congregations